# Ladislau de Kanizsa
Ladislau de Kanizsa (? - 1477-8), (în maghiară Kanizsai László) a fost voievod al Transilvaniei în anul 1460. A fost căsătorit pentru a doua oară cu Katalin Hédervári și au avut împreună trei băieți.